# SWF (파일 형식)
SWF는 어도비 플래시에서 멀티미디어, 벡터 그래픽, 액션스크립트 등을 처리하는 데 사용하는 파일 형식이다. 현재 웹상의 벡터 그래픽 애니메이션 영역에서 지배적인 위치를 차지하고 있으며 액션스크립트를 사용하는 브라우저 게임에도 흔히 사용된다.

## SWF 파일 생성을 수행하는 프로그램들

### 어도비
- 어도비 플래시
- 어도비 플래시 빌더
- 어도비 애프터 이펙트
- 어도비 캡티베이트

### 서드파티: 사유
- SWiSH Max
- Multimedia Fusion 2
- BannerSnack

### 서드파티: 오픈 소스
- MTASC
- Ming
- SWFTools: Ming을 사용
- Transform SWF

## 같이 보기
- 오픈라즐로